# Vital de Bettencourt de Vasconcelos
Vital de Bettencourt e Vasconcelos Abarca da Silveira de seu nome completo (Vila do Topo, Calheta, ilha de São Jorge, Açores, 3 de fevereiro de 1701 - Santa Luzia, Angra do Heroísmo, 24 de Maio de 1744) foi fidalgo cavaleiro da Casa Real, por alvará de 4 de dezembro de 1717. Foi senhor e herdeiro da casa e morgados de seus antepassados, e instituidor do vinculo e Capela da Madre de Deus, que edificou em 1732 junto da sua casa, o Solar da Madre de Deus.

## Relações familiares
Casou em 29 de junho de 1724 com D. Maria Margarida de Noronha também denominada Maria Margarida Melo Leite e Silveira, Filha de João do Carvalhal Borges de Noronha (5 de setembro de 1674 -?), Cavaleiro fidalgo da casa real por alvará de D. Pedro II de Portugal de 26 de Agosto de 1697 e de D. Maria Josefa de Melo Pereira Leite, de quem teve:
1. José de Bettencourt e Vasconcelos, casou com D. Maria Clara Pereira de Lacerda,
2. D. Mariana Josefa Vitória Margarida de Bettencourt, que casou com João do Carvalhal de Noronha da Silveira e Frias,
3. Micaela Bernarda Pulquéria de Bettencourt casou com André da Ponte de Quental e Câmara,
4. Maria de Bettencourt e Vasconcelos,
5. Joana Josefa do Salvador, foi freira no Convento da Esperança em Angra do Heroísmo,
6. Clara Vitória do Céu, foi freira no Convento da Esperança em Angra do Heroísmo,
7. Maria Feliciana da Glória, foi freira no Convento da Esperança em Angra do Heroísmo,
8. Ana de Bettencourt e Vasconcelos,
9. Francisco de Bettencourt de Vasconcelos,
10. Feliciano Raimundo de Bettencourt de Vasconcelos,
11. Bernarda de Bettencourt de Vasconcelos.